# 3229 Solnhofen
3229 Solnhofen eller A916 PC är en asteroid i huvudbältet, som upptäcktes 9 augusti 1916 av den dansk amerikanske astronomen Holger Thiele i Bergedorf, Hamburg. Den är uppkallad efter den tyska orten Solnhofen.
Asteroiden har en diameter på ungefär 7 kilometer.